# Leucania albostriata
Leucania albostriata là một loài bướm đêm trong họ Noctuidae.